# Kinas socknar
Socken (kinesiska: 乡?, pinyin: xiāng), även översatt bydistrikt, är en ort på den fjärde och lägsta nivån i den kinesiska administrativa hierarkin. Den motsvarar ofta landsbygdssamhällen eller kommuner i andra länder. Urbaniserade socknar ombildas ofta till "köpingar" (kinesiska: 镇?, pinyin: zhèn), som ofta är centralorter i ett härad. 1995 fanns det 29 502 socknar och 17 532 köpingar (totalt 47 034 orter på sockennivå).
Område (kinesiska: 地区?, pinyin: dìqū) är en indelning på sockennivå i Kina som endast används inom Peking. Det är ett mellanting mellan den mer lantliga socknen och det mer urbana stadsdelsdistriktet. Dessa områden har även kvar sin status som en köping eller en socken.
En annan typ av socken är etnisk minoritetssocken (kinesiska: 民族乡?, pinyin: mínzú xiāng). I en sådan socken dominerar normalt något av Kinas minoritetsfolk. 
I vissa delar av Kina finns även andra typer av administrativa enheter som motsvarar socknar, dessa benämns (kinesiska: 类似乡级单位?, pinyin: lèisì xiāng jí dānwèi), "liknar enheter på sockennivå".
Exempel på sådan typer är "bondby" och "sum" (Inre Mongoliet) samt olika former av industriområden.

## Historia
Under kejsartiden fanns det inga fasta administrativa enheter under häraderna, utan myndigheterna fick istället samverka med de byar, marknadsstäder och andra samhällen som fanns inom häradsgränsen med informella metoder i samarbete med lokala eliter. Särskilt viktiga var köpingarna eller marknadsstäderna i det äldre Kina, som både saknade en muromgärdad huvudort eller egna formella administrativa strukturer, men som var viktiga platser för varuutbyte, migration och religiös aktivitet.
Först under 1900-talet fick köpingarna och socknarna en egen administrativ nivå i den officiella administrativa hierarkin. Köpingarna och socknarna ligger på samma nivå i den administrativa hierarkin, där de förra är mindre tätorter och de senare utgör en grupp byar eller bosättningar på landsbygden.
Under det Stora språnget ersattes socknarna på landsbygden av självförsörjande folkkommuner, vilket fick förödande konsekvenser för folkförsörjningen åren 1959-62. Folkkommunerna bibehölls dock som administrativa enheter och avskaffades inte formellt förrän kring 1982.
Sedan 1990-talet har det varit en statlig prioritet att främja urbanisering och som ett led i denna politik har många socknar ombildats till köpingar (乡改镇), medan köpingar ombildats till städer på häradsnivå (镇改市). Denna politik är kontroversiell och har kritiserats för att skapa urbanisering genom artificiella och administrativa metoder.